# Mortemart
Mortemart (Mòrta Mar en occitan) est une commune française située dans le département de la Haute-Vienne, en région Nouvelle-Aquitaine (jusqu'en 2015 dans le Limousin).

## Géographie

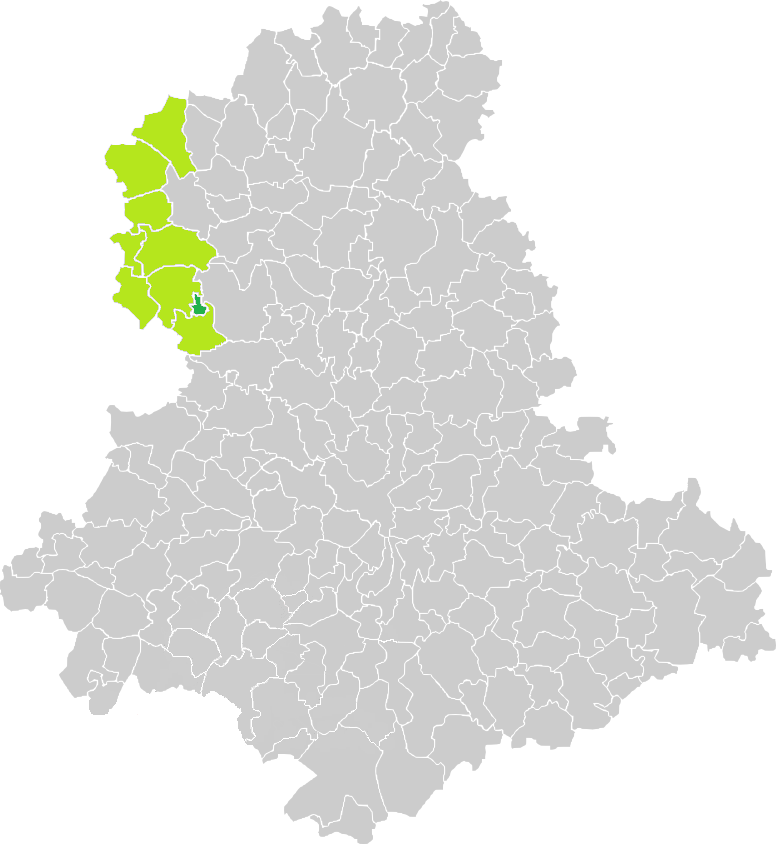
Situation de Mortemart en Haute-Vienne.

Mortemart est située à une quarantaine de kilomètres au nord-ouest de Limoges, dans les monts de Blond, premiers contreforts du Massif central à dépasser 400 mètres d'altitude, en venant de l'Atlantique.
Mortemart appartient à l'association Les Plus Beaux Villages de France.
Mortemart est une des dix-huit communes qui composent la communauté de communes du Haut-Limousin : Bellac, Berneuil, Blanzac, Blond, Bussière-Boffy, Bussière-Poitevine, Cieux, Gajoubert, Mézières-sur-Issoire, Montrol-Senard, Mortemart, Nouic, Peyrat-de-Bellac, Saint-Barbant, Saint-Bonnet-de-Bellac, Saint-Junien-les-Combes, Saint-Martial-sur-Isop, Saint-Ouen-sur-Gartempe.
D'une superficie de 3,6 km2, la commune est la plus petite du département.

### Communes voisines
- Montrol-Sénard à environ 1 km
- Nouic à environ 4 km
- Blond à environ 7 km
- Mézières-sur-Issoire à environ 9 km
- Montrollet à environ 10 km
- Javerdat à environ 10 km
- Bussière-Boffy à environ 11 km
- Cieux à environ 12 km
- Saint-Christophe à environ 13 km
- Bellac à environ 14 km
- La Croix-sur-Gartempe à environ 14 km
- Saint-Bonnet-de-Bellac à environ 14 km
- Peyrat-de-Bellac à environ 14 km
- Vaulry à environ 15 km
- Brigueuil à environ 15 km

### Communes limitrophes
|       |                | Blond |
| Nouic | Mortemart      |       |
|       | Montrol-Sénard |       |

### Homonymie
Dans la forêt de Brotonne (Seine-Maritime), il existe un rond de Mortemart par lequel passe la départementale 131.
De même, dans le Bois de Boulogne existe une butte Mortemart (il existe également dans le Bois de Vincennes une route et un rond-point de Mortemart - sans lien géographique avec les autres lieux).

### Climat
Pour des articles plus généraux, voir Climat de la Nouvelle-Aquitaine et Climat de la Haute-Vienne.
Historiquement, la commune est exposée à un climat océanique limousin.  
En 2020, Météo-France publie une typologie des climats de la France métropolitaine dans laquelle la commune est exposée à un climat océanique altéré et est dans la région climatique  Poitou-Charentes, caractérisée par un bon ensoleillement, particulièrement en été et des vents modérés.
Pour la période 1971-2000, la température annuelle moyenne est de 11,1 °C, avec une amplitude thermique annuelle de 14,4 °C. Le cumul annuel moyen de précipitations est de 1 070 mm, avec 13,7 jours de précipitations en janvier et 7,9 jours en juillet. Pour la période 1991-2020, la température moyenne annuelle observée sur la station météorologique la plus proche, située sur la commune de Val d'Issoire à 7 km à vol d'oiseau, est de 11,9 °C et le cumul annuel moyen de précipitations est de 988,9 mm,. Pour l'avenir, les paramètres climatiques de la commune estimés pour 2050 selon différents scénarios d’émission de gaz à effet de serre sont consultables sur un site dédié publié par Météo-France en novembre 2022.

## Urbanisme

### Typologie
Au 1er janvier 2024, Mortemart est catégorisée commune rurale à habitat dispersé, selon la nouvelle grille communale de densité à sept niveaux définie par l'Insee en 2022.
Elle est située hors unité urbaine et hors attraction des villes,.

### Occupation des sols
L'occupation des sols de la commune, telle qu'elle ressort de la base de données européenne d’occupation biophysique des sols Corine Land Cover (CLC), est marquée par l'importance des territoires agricoles (84,8 % en 2018), une proportion identique à celle de 1990 (84,8 %). La répartition détaillée en 2018 est la suivante : 
prairies (48 %), zones agricoles hétérogènes (36,8 %), forêts (15,2 %). L'évolution de l’occupation des sols de la commune et de ses infrastructures peut être observée sur les différentes représentations cartographiques du territoire : la carte de Cassini (XVIIIe siècle), la carte d'état-major (1820-1866) et les cartes ou photos aériennes de l'IGN pour la période actuelle (1950 à aujourd'hui).

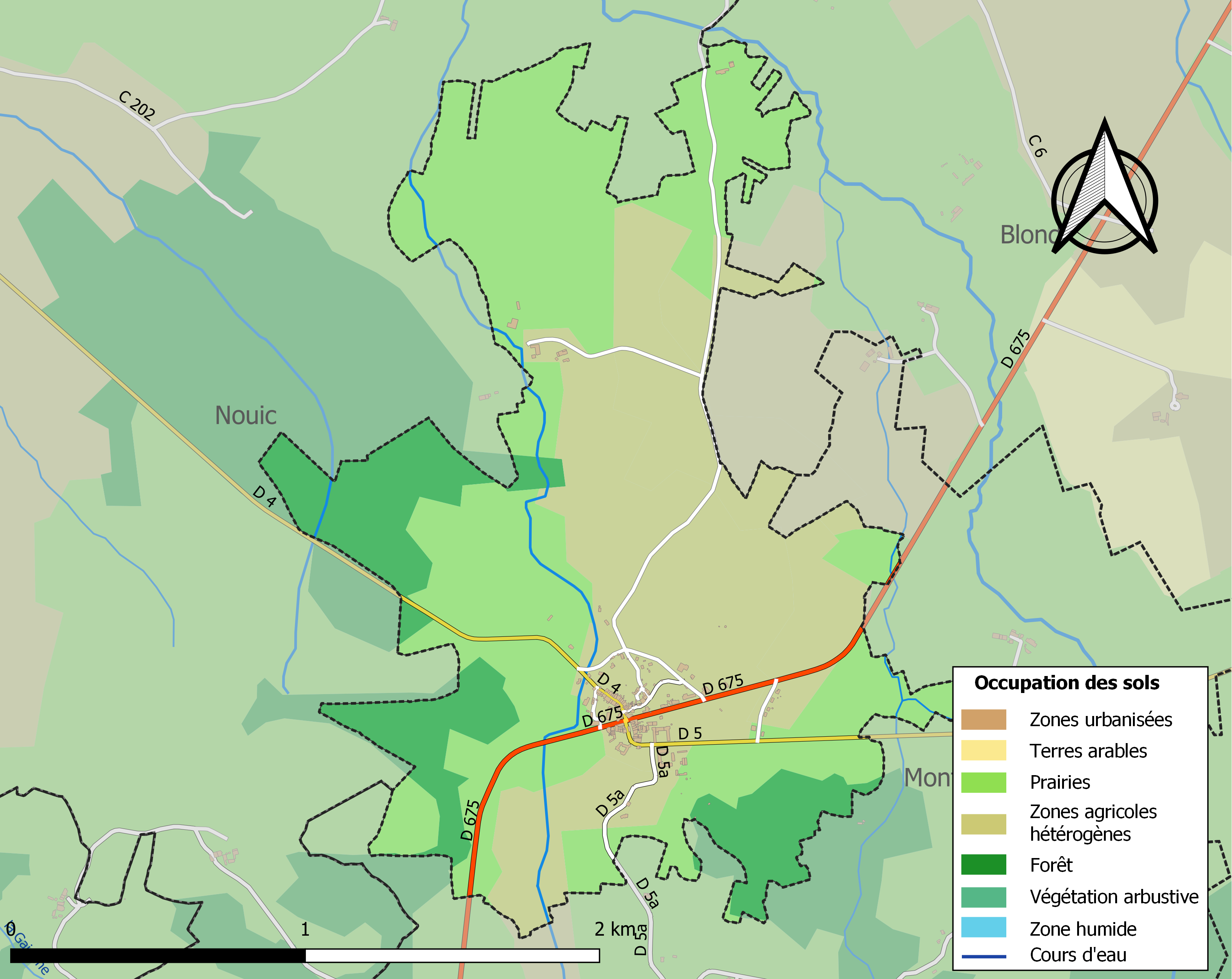
Carte des infrastructures et de l'occupation des sols de la commune en 2018 (CLC).

### Risques majeurs
Le territoire de la commune de Mortemart est vulnérable à différents aléas naturels : météorologiques (tempête, orage, neige, grand froid, canicule ou sécheresse) et séisme (sismicité faible). Il est également exposé à un risque particulier : le risque de radon. Un site publié par le BRGM permet d'évaluer simplement et rapidement les risques d'un bien localisé soit par son adresse soit par le numéro de sa parcelle.

#### Risques naturels

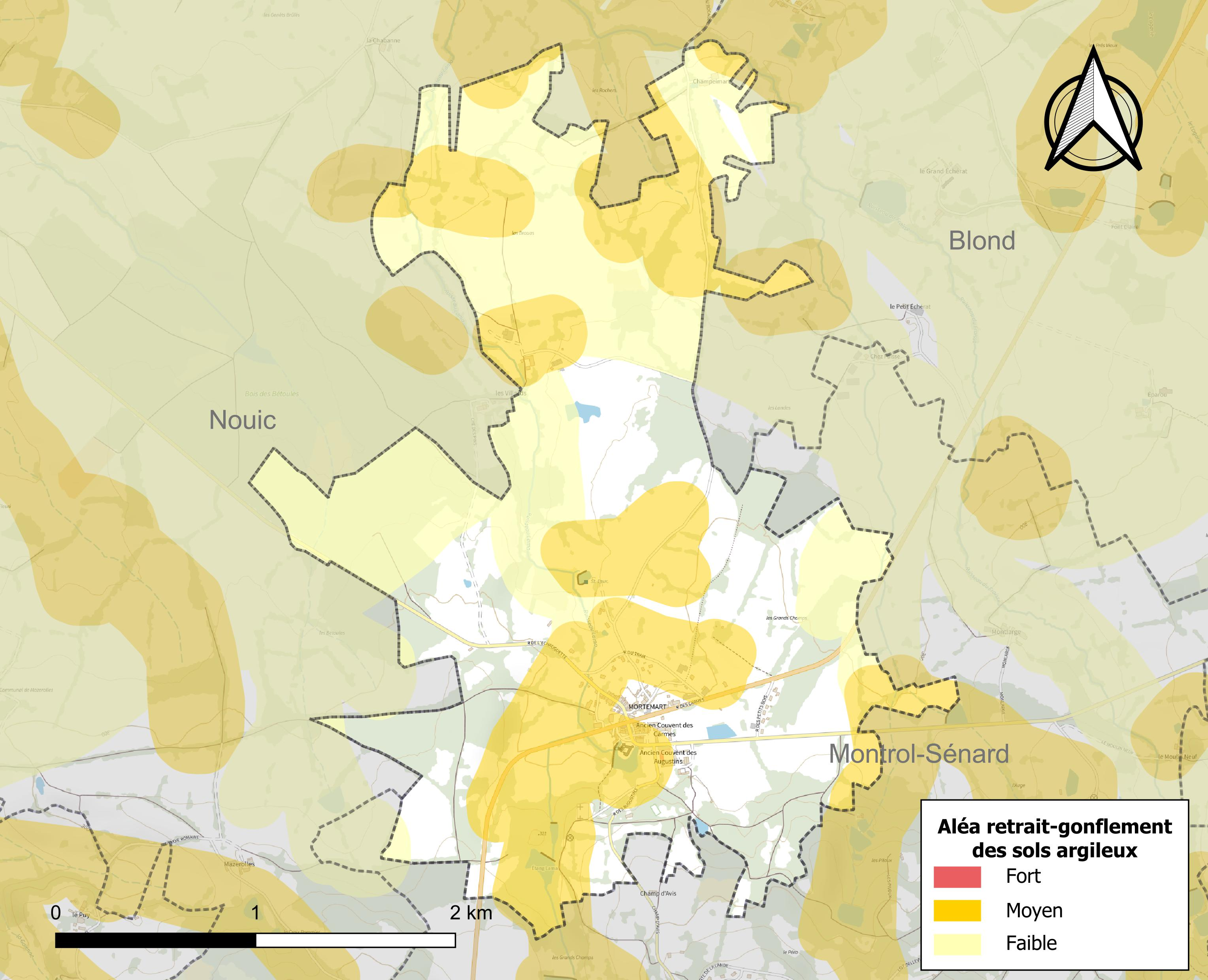
Carte des zones d'aléa retrait-gonflement des sols argileux de Mortemart.

Le retrait-gonflement des sols argileux est susceptible d'engendrer des dommages importants aux bâtiments en cas d’alternance de périodes de sécheresse et de pluie. 35,2 % de la superficie communale est en aléa moyen ou fort (27 % au niveau départemental et 48,5 % au niveau national métropolitain). Depuis le 1er octobre 2020, en application de la loi ÉLAN, différentes contraintes s'imposent aux vendeurs, maîtres d'ouvrages ou constructeurs de biens situés dans une zone classée en aléa moyen ou fort,.
La commune a été reconnue en état de catastrophe naturelle au titre des dommages causés par les inondations et coulées de boue survenues en 1982 et 1999 et par des mouvements de terrain en 1999.

#### Risque particulier
Dans plusieurs parties du territoire national, le radon, accumulé dans certains logements ou autres locaux, peut constituer une source significative d’exposition de la population aux rayonnements ionisants. Selon la classification de 2018, la commune de Mortemart est classée en zone 3, à savoir zone à potentiel radon significatif.

## Histoire
La seigneurie de Mortemart existe avant l’an mil et le village s’est développé autour de l’ancienne motte féodale puis du château de pierre construit en 995 par le seigneur de Mortemart, Abon Drut, château qu'il édifie après avoir défendu victorieusement la cité de Bellac, appartenant au comte de la Marche, contre Guillaume le Grand, comte de Poitiers, son suzerain.
Le château est détruit au XIVe siècle par les Anglais. Il est reconstruit sur un site différent, puis démantelé sur ordre de Louis XIII. Il est resté en ruine jusqu'au début du XXe siècle.
Le domaine des Mortemart passe par mariage dans la famille des Rochechouart en 1205. Quelques années plus tard, naît la maison de Mortemart qui donna de grands personnages à la France : Françoise Athénaïs de Rochechouart de Mortemart, la marquise de Montespan (favorite de Louis XIV) ; Louis-Victor, général des galères du Roi Soleil et Marie-Clémentine dite Manuela, sculpteur féministe.
En 1330, le cardinal Pierre Gauvain, natif du village, change totalement le visage de Mortemart. Il fonde trois monastères : les Augustins, les Carmes et les Chartreux (disparu au siècle suivant), un hôtel-Dieu et un collège. De nos jours, les religieux sont partis mais les bâtiments ont survécu, ainsi que les maisons anciennes qui font le charme de ce village.
Le château en ruine a été racheté par un représentant de la famille des ducs de Mortemart à la fin du XIXe siècle et entièrement restauré — avec douves — au XXe siècle. Il est classé monument culturel français depuis 1985.

## Héraldique
|  | Les armoiries de Mortemart se blasonnent ainsi : Fascé ondé d’argent et de gueules. |

## Politique et administration
| Période                                  | Période   | Identité                     | Étiquette | Qualité |
| ---------------------------------------- | --------- | ---------------------------- | --------- | ------- |
| mars 2001                                | mars 2008 | Jean-Claude Brandy           |           |         |
| mars 2008                                | 2020      | Nicole Gonthier              |           |         |
| 2020                                     | En cours  | Marie-Catherine Barret-Bonin |           |         |
| Les données manquantes sont à compléter. |           |                              |           |         |

### Participations aux élections
| Élection                                | Inscrits | Abstentions  | Votants       | Blancs et nuls | Exprimés      | Résultat                                                      |
| --------------------------------------- | -------- | ------------ | ------------- | -------------- | ------------- | ------------------------------------------------------------- |
| Référendum 1992 (Maastricht)            | 137      | 34 (24,82 %) | 103 (75,18 %) | 6 (5,83 %)     | 97 (94,17 %)  | Oui : 48 (49,48 %). Non : 49 (50,52 %)                        |
| Européennes 2004                        | 103      | 33 (32,04 %) | 70 (67,96 %)  | 7 (10,00 %)    | 63 (90,00 %)  |                                                               |
| Référendum 2005                         | 108      | 15 (13,89 %) | 93 (86,11 %)  | 3 (3,23 %)     | 90 (96,77 %)  | Oui : 42 (46,67 %). Non : 48 (53,33 %)                        |
| Présidentielle 2007                     | 115      | 8 (6,96 %)   | 107 (93,04 %) | 2 (1,87 %)     | 105 (98,13 %) | Nicolas Sarkozy : 53 (50,48 %). Ségolène Royal : 52 (49,52 %) |
| Municipales 2008 (11 sièges à pourvoir) | 123      | 7 (5,69 %)   | 116 (94,31 %) | 8 (6,50 %)     | 108 (87,80 %) | Nicole Gonthier                                               |

Source : Ministère de l'intérieur

## Démographie
L'évolution du nombre d'habitants est connue à travers les recensements de la population effectués dans la commune depuis 1793. Pour les communes de moins de 10 000 habitants, une enquête de recensement portant sur toute la population est réalisée tous les cinq ans, les populations de référence des années intermédiaires étant quant à elles estimées par interpolation ou extrapolation. Pour la commune, le premier recensement exhaustif entrant dans le cadre du nouveau dispositif a été réalisé en 2005.

En 2022, la commune comptait 127 habitants, en évolution de +11,4 % par rapport à 2016 (Haute-Vienne : −0,68 %, France hors Mayotte : +2,11 %).
| 1793 | 1806 | 1821 | 1831 | 1836 | 1841 | 1846 | 1851 | 1856 |
| ---- | ---- | ---- | ---- | ---- | ---- | ---- | ---- | ---- |
| 308  | 208  | 298  | 266  | 273  | 295  | 336  | 317  | 287  |

| 1861 | 1866 | 1872 | 1876 | 1881 | 1886 | 1891 | 1896 | 1901 |
| ---- | ---- | ---- | ---- | ---- | ---- | ---- | ---- | ---- |
| 296  | 267  | 279  | 305  | 321  | 291  | 300  | 291  | 279  |

| 1906 | 1911 | 1921 | 1926 | 1931 | 1936 | 1946 | 1954 | 1962 |
| ---- | ---- | ---- | ---- | ---- | ---- | ---- | ---- | ---- |
| 301  | 313  | 261  | 273  | 275  | 247  | 214  | 213  | 217  |

| 1968 | 1975 | 1982 | 1990 | 1999 | 2005 | 2006 | 2010 | 2015 |
| ---- | ---- | ---- | ---- | ---- | ---- | ---- | ---- | ---- |
| 201  | 200  | 161  | 152  | 126  | 125  | 131  | 116  | 114  |

| 2020 | 2022 | - | - | - | - | - | - | - |
| ---- | ---- | - | - | - | - | - | - | - |
| 123  | 127  | - | - | - | - | - | - | - |

## Lieux et monuments

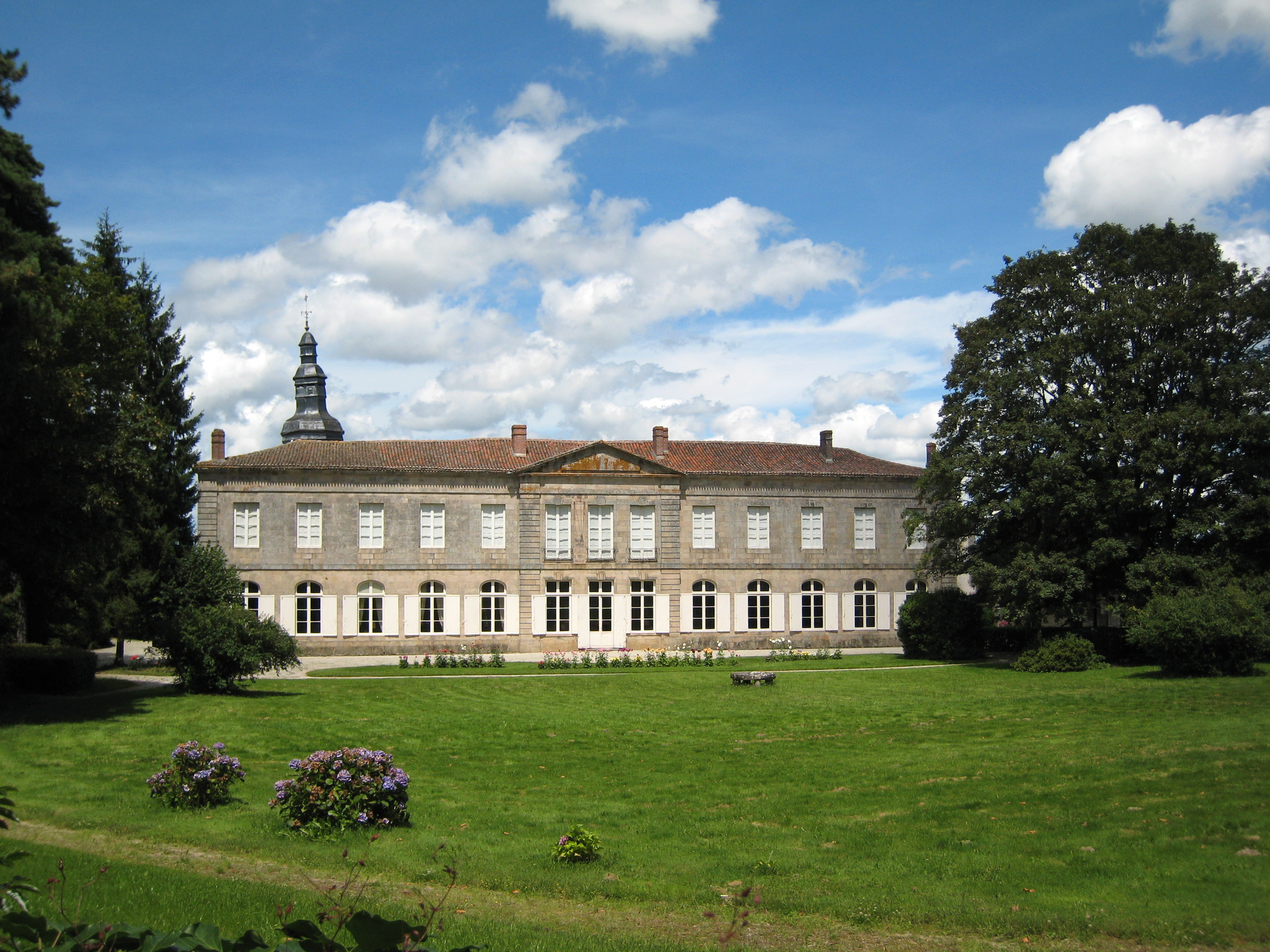
Couvent des Augustins.

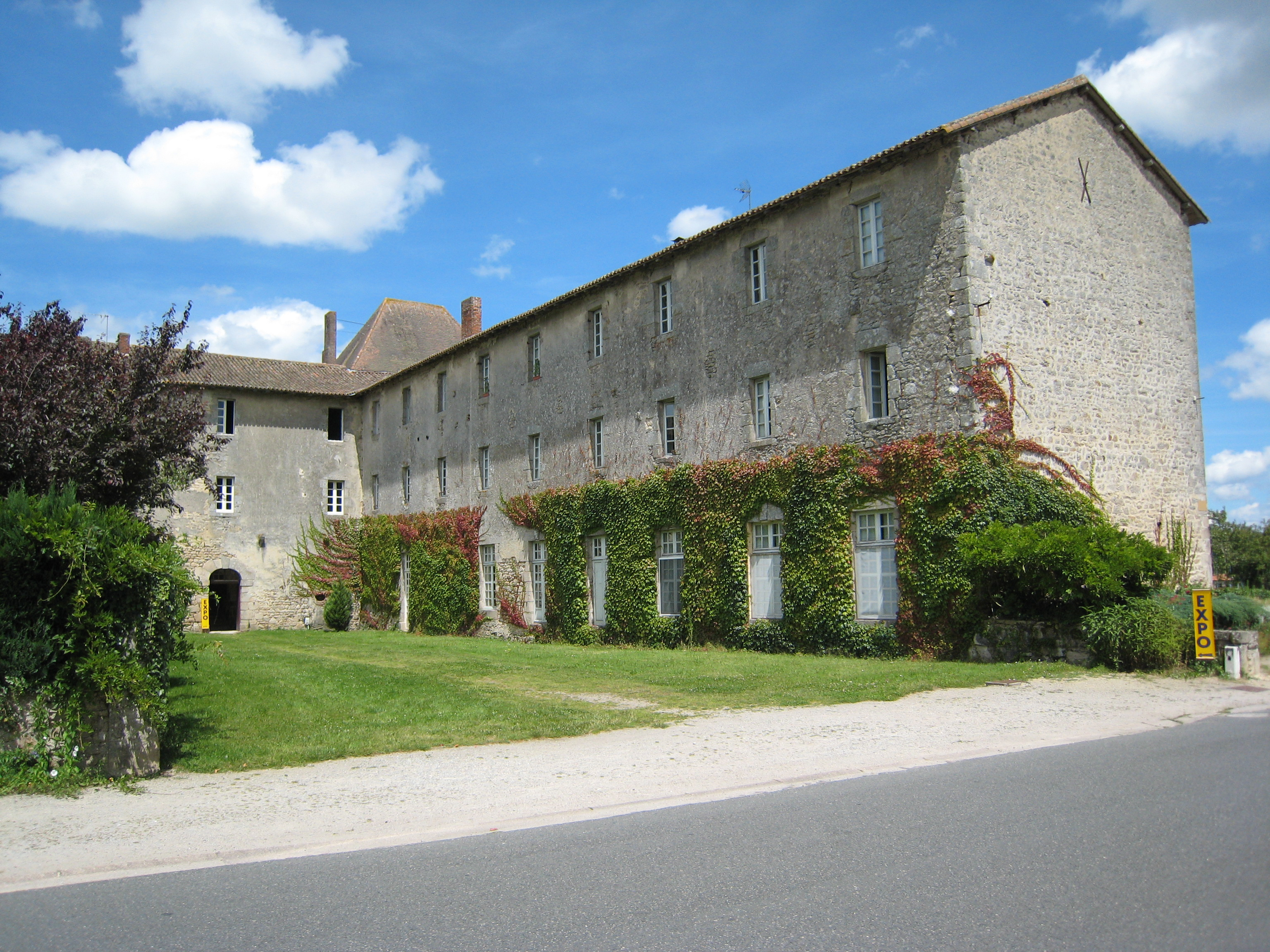
Couvent des Carmes.

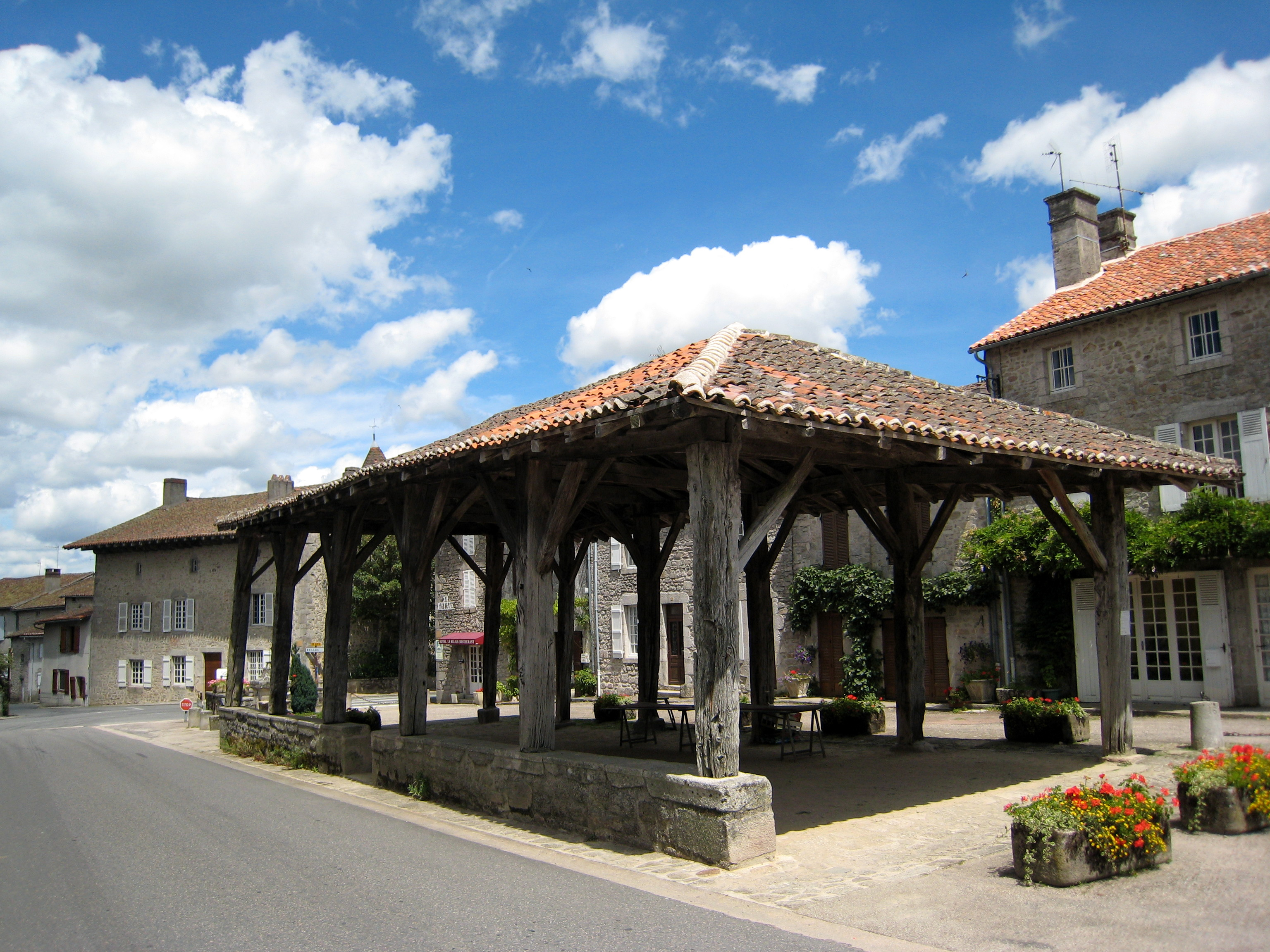
La halle en bois, sur la place du village.

- Le château des Ducs (XVe siècle)[23] : ce petit corps de logis présentant deux tours rondes fut construit par les seigneurs de Mortemart qui n'étaient pas encore ducs. L'élévation à ce titre ne se fit que sous Louis XIV, soit deux siècles après la construction du château.
- La chartreuse de Mortemart, fondée en 1335 par Pierre Gauvain, dit le cardinal de Mortemart, du fait de son lieu de naissance, est accompagnée de la fondation conjointe d’un couvent d’augustins, chargés d'élever douze enfants ; d’un autre de carmes appelés à diriger un hôpital et d’une collégiale de douze chapelains, probablement restée à l'état de projet ; devant assurer tous ensemble la Laus perennis (Louange éternelle)[24].
- Le couvent des Augustins (XVIIIe siècle)[25] : véritable petit château, ce bâtiment monastique était le lieu de résidence des derniers chanoines de la commune, il fut construit sur les plans de l'architecte Joseph Brousseau. C'est aujourd'hui une propriété privée.
- L'église des Augustins (XIIIe siècle)[26], dédiée à saint Hilaire de Poitiers : ancienne chapelle du couvent, aujourd'hui église paroissiale. Son clocher, constitué d'une tour octogonale, est surmonté d'une flèche curieusement penchée. Son plan intérieur, purement rectangulaire, lui confère une grande austérité. Elle renferme toutefois de splendides stalles du XVe siècle de style flamboyant, et son chœur est décoré d'un magnifique retable baroque.
- Le couvent des Carmes (XVIIe siècle)[27] : faisant face à l'église des Augustins, il est d'une grande sobriété mais conserve de nombreux éléments intéressants comme son portail classique et son escalier.
- La halle : entièrement en bois, elle est située au centre de la place royale.
- Les maisons des notables : maison du Sénéchal, maison de Verdilhac, maison de l'Échauguette, maison du chevalier de Béon.

### L'église des Augustins

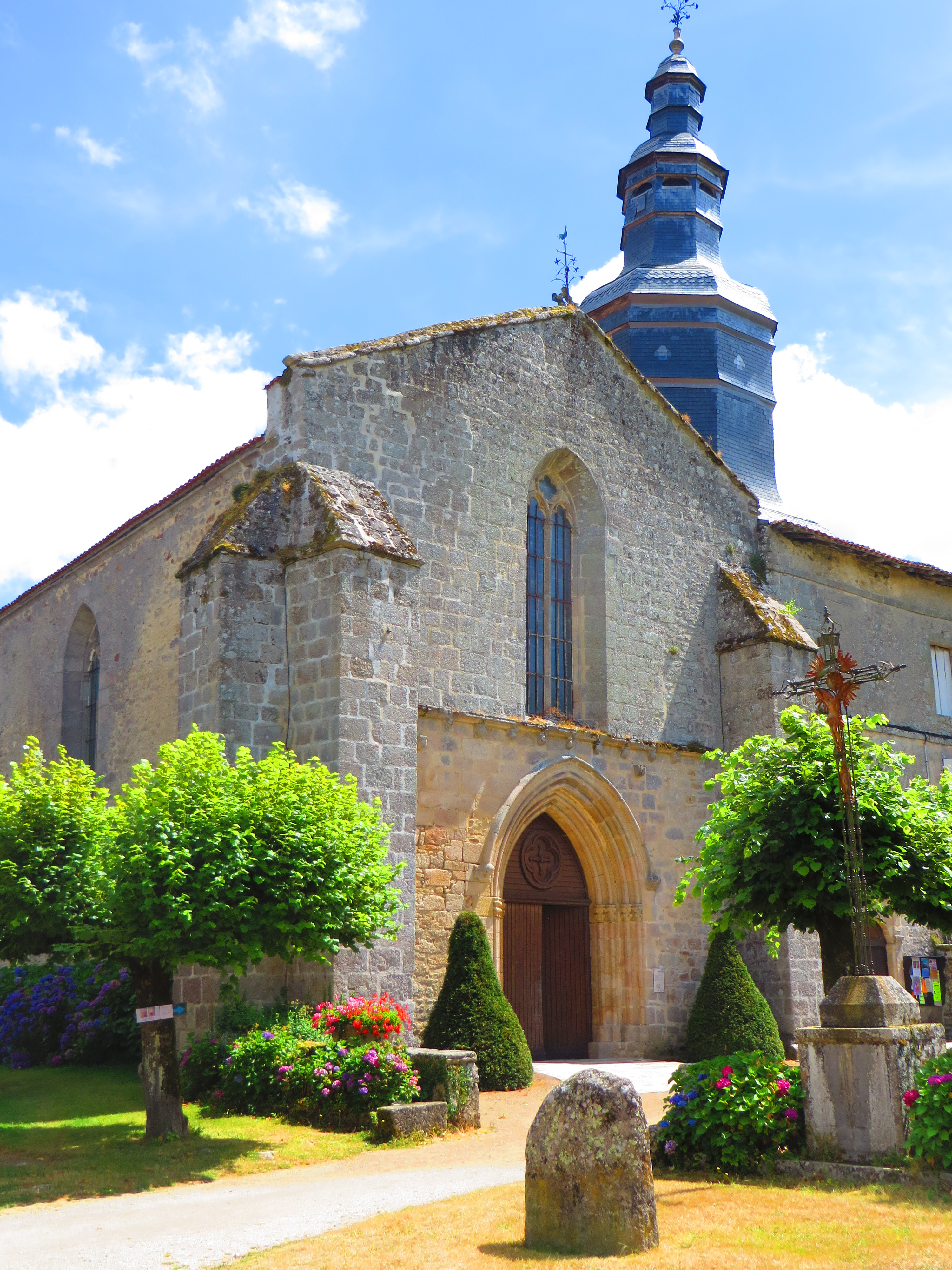
Ancienne chapelle des Augustins et son clocher penché.
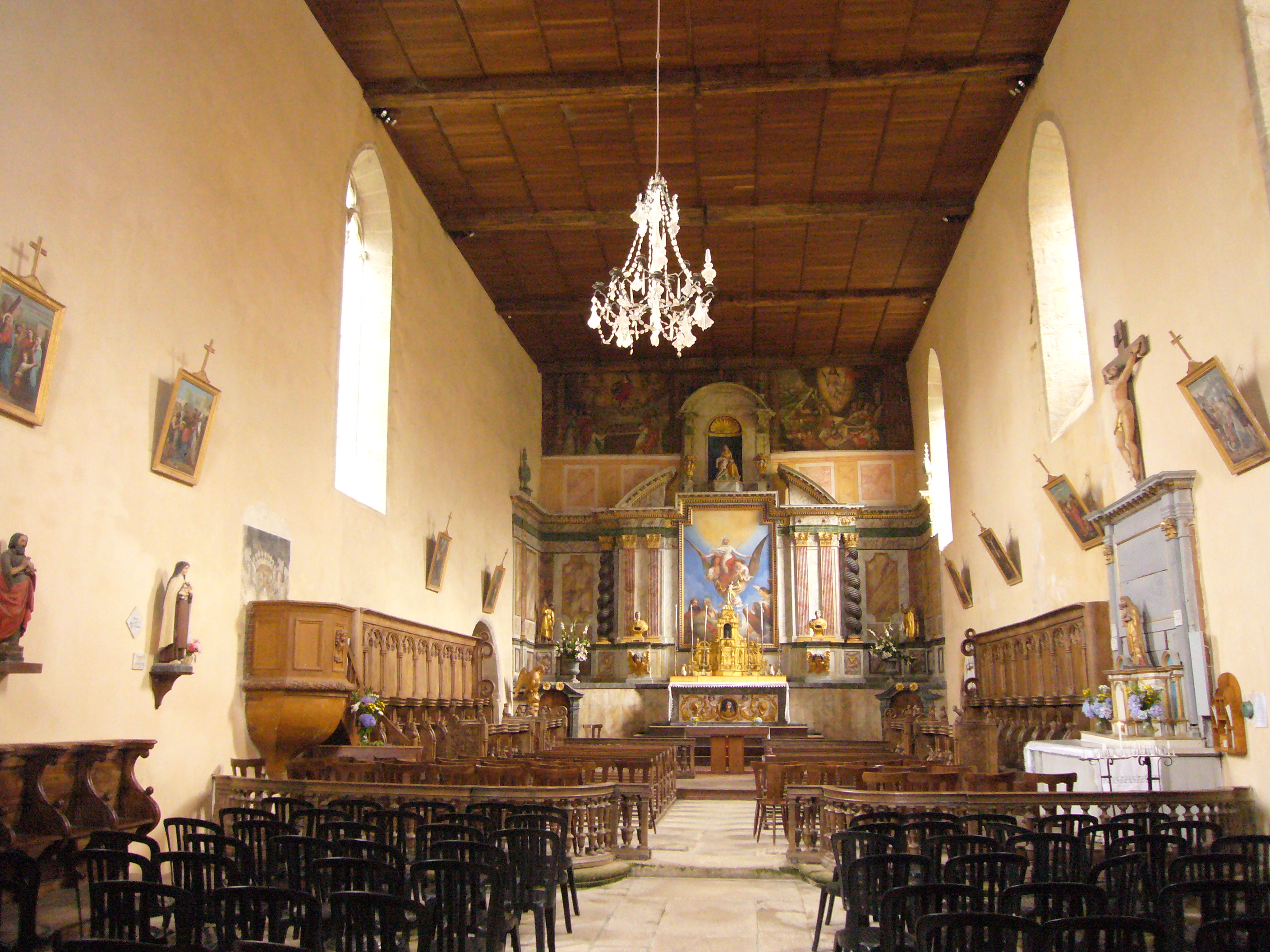
Intérieur de l'église.
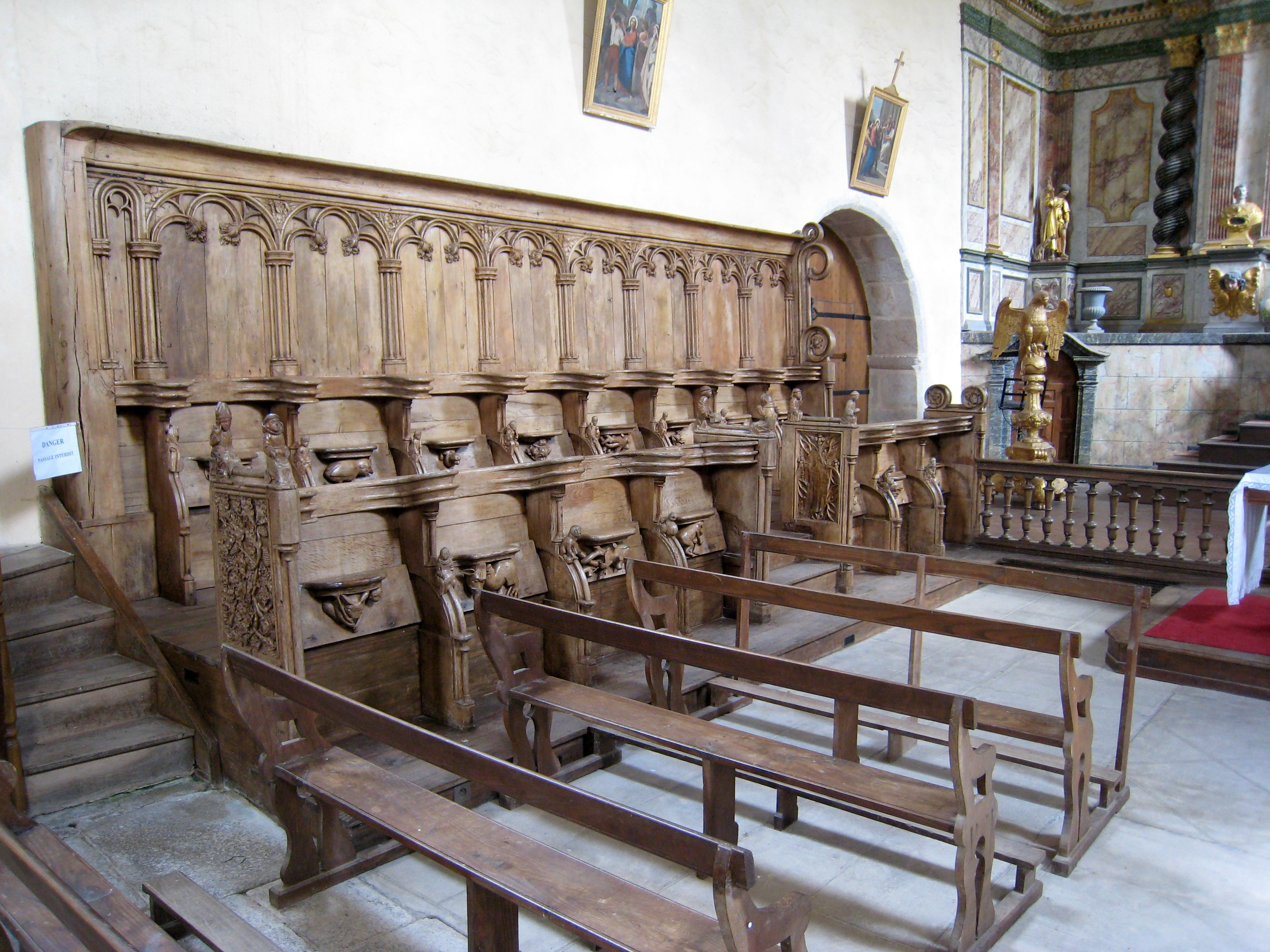
Stalles de l'église des Augustins.
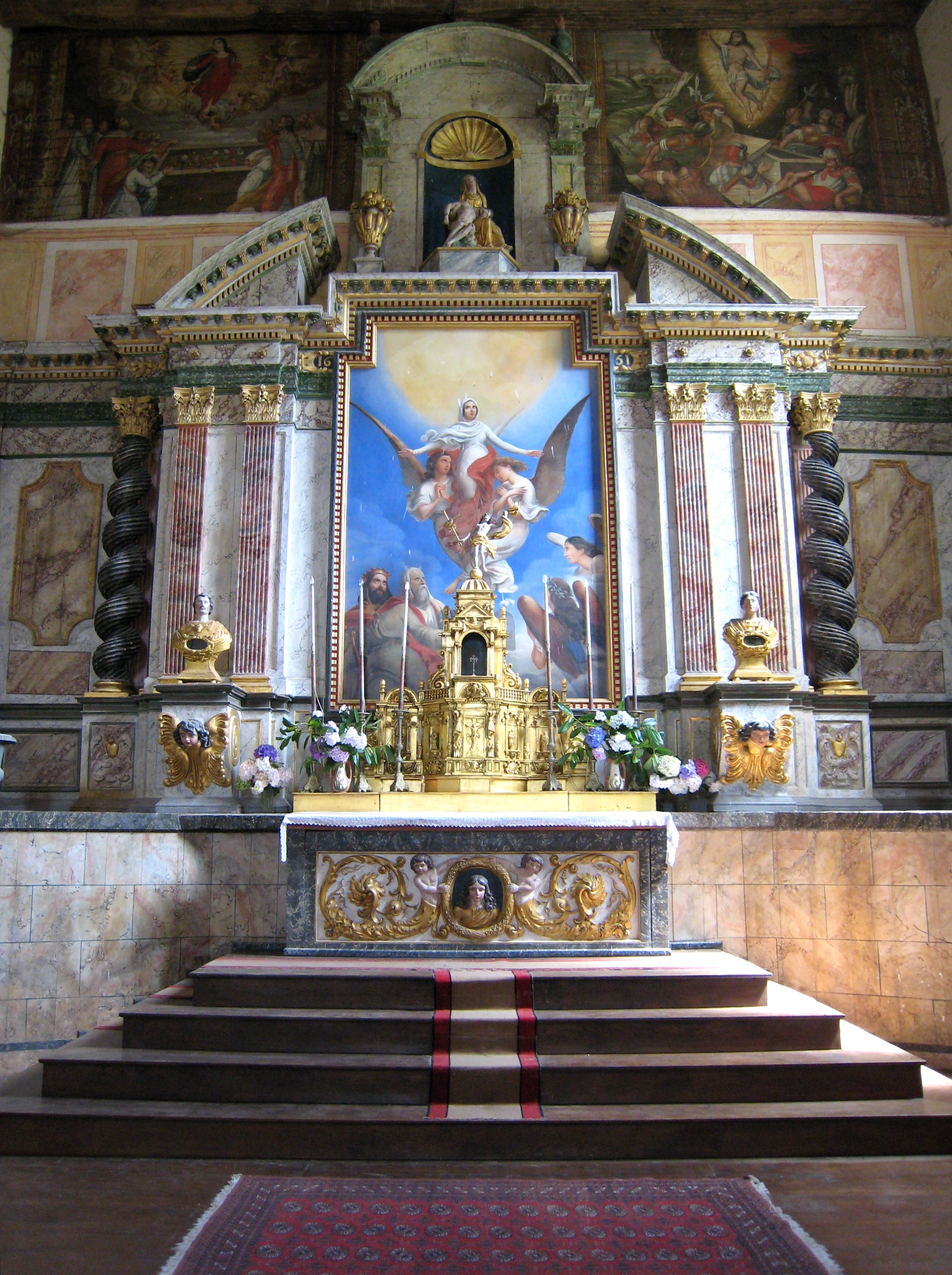
Retable (XVIIe siècle) de l'église des Augustins.
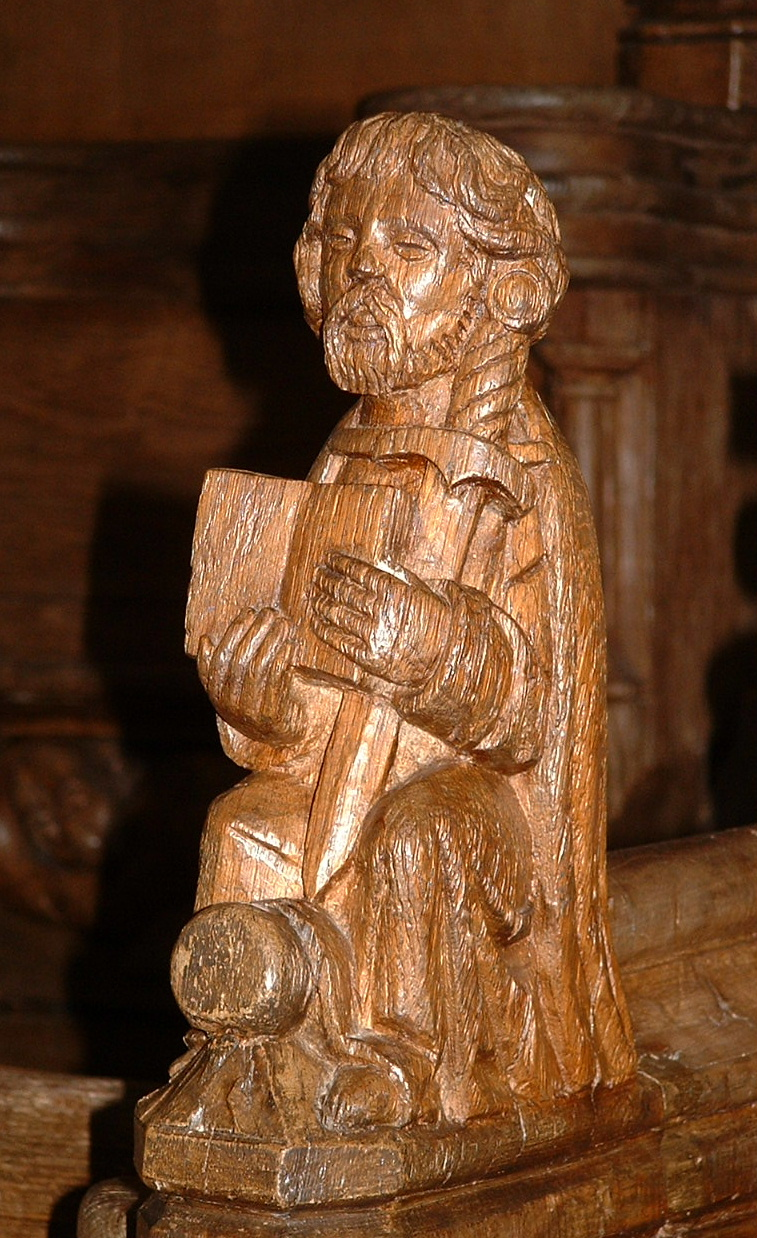
Bois sculpté d'une des stalles (XVe siècle) de l'église des Augustins.

## Personnalités liées à la commune
- René Rougerie, éditeur de poésie.
- Maison de Rochechouart de Mortemart.
- Cardinal Pierre Gauvain, né à Mortemart, évêque de Viviers (Ardèche), puis d'Auxerre, mort le 14 avril 1335 (un vendredi saint) inhumé dans l'église du Moustiers, à Mortemart.
- Histoire de Mortemart par Lorgue, 1893, Société historique et archéologique du Limousin.
- Une partie du tournage du téléfilm 1905, diffusé en 2005 et 2009 sur France 2, a été réalisée à Mortemart.
- Un téléfilm a récemment été tourné à Mortemart, en mai 2009, avec Philippe Chevalier.

## Pour approfondir